# Truth Be Told
Pour la série télévisée de 2019, voir Truth Be Told : Le Poison de la vérité.
Truth Be Told est une série télévisée américaine en dix épisodes de 22 minutes créée par Pamela Fryman et diffusée entre le 16 octobre 2015 et le 25 décembre 2015 sur le réseau NBC et en simultané sur le réseau Global au Canada.
Cette série est inédite dans tous les pays francophones.

## Distribution

### Acteurs principaux
- Mark-Paul Gosselaar : Mitch
- Tone Bell (en) : Russell
- Bresha Webb : Angie
- Vanessa Lachey : Tracy, femme de Mitch

### Invités
- Alex Jayne Go : Sadie #1 (épisodes 1 et 5)
- Sophie Mackenzie Nack : Sadie #2 (6 épisodes)
- Nelson Franklin (en) : Avi Goldman (épisodes 1 et 3)
- Beth Dover : Devorah Goldman (épisodes 1 et 3)
- Malcolm Barrett : Hudson (épisodes 2 et 9)
- Matt Oberg (en) : Jim (épisode 2)
- Melanie Paxson : Linda (épisodes 3, 7 et 9)
- Tricia O'Kelley (en) : Gloria (épisodes 4 et 9)
- Ashley Tisdale : Sam (épisode 4)
- Ryan Cartwright : Josh (épisode 4)
- Jamie Kaler (en) : Glenn (épisode 5)
- Briga Heelan : Katherine / Kiki (épisode 6)
- Jerry Lambert (en) : Phil (épisode 7)
- Mary Holland : Amy (épisode 7)
- Sam Pancake (en) : Stephen (épisode 8)
- Matthew Glave : Steve (épisode 8)
- Terrence Jenkins : Derek (épisode 10)
- LeToya Luckett : Charlene (épisode 10)
- Karrueche Tran : Monica (épisode 10)

## Production

### Développement
Le 20 janvier 2015, NBC commande un pilote,.
Le 7 mai 2015, le réseau NBC annonce officiellement après le visionnage du pilote, la commande du projet de série, sous le titre Pepole Are Talking,.
Le 10 mai 2015, lors des Upfronts, NBC annonce la diffusion de la série à l'automne 2015,.
Le 27 juillet 2015, NBC modifie le titre de la série pour son titre actuel,.
Le 27 octobre 2015, à la suite d'audiences décevantes, NBC réduit sa commande de treize à dix épisodes,, annulant la série.

### Casting
Les rôles principaux ont été attribués dans cet ordre : Tone Bell, Bresha Webb, Brooke Ishibashi (Tracy), Mark-Paul Gosselaar et Meaghan Rath (Tracy), dont son rôle a été recasté par conflit d'horaire et attribué à Vanessa Lachey.
En août, Ashley Tisdale décroche le rôle de Sam, la jeune sœur de Mitch.

## Épisodes
| №  | Titre                          | Réalisation           | Scénario                           | Première diffusion | Code de prod. | Audience (millions) |
| -- | ------------------------------ | --------------------- | ---------------------------------- | ------------------ | ------------- | ------------------- |
| 1  | Pilot                          | Pamela Fryman         | D. J. Nash                         | 16 octobre 2015    | 101           | 2,58                |
| 2  | Adult Content                  | Pamela Fryman         | Joshua Corey et Brian Kratz        | 23 octobre 2015    | 104           | 2,24                |
| 3  | Big Black Coffee               | Ted Wass              | D. J. Nash                         | 30 octobre 2015    | 105           | 2,2                 |
| 4  | Psychic Chicken                | Pamela Fryman         | Aaron Shure (en)                   | 6 novembre 2015    | 103           | 2,14                |
| 5  | Members Only                   | Pamela Fryman         | Brenda Hsueh                       | 13 novembre 2015   | 102           | 2,06                |
| 6  | Guess Who's Coming to Decorate | Pamela Fryman         | Carla Banks Waddles                | 20 novembre 2015   | 108           | 2,11                |
| 7  | The Ecosystem                  | Michael Shea          | Mark Kunerth et Nick Adams         | 4 décembre 2015    | 107           | 2,27                |
| 8  | Love Thy Neighbor              | Eric Dean Seaton (en) | Carla Banks Waddles et Robb Chavis | 11 décembre 2015   | 109           | 2,09                |
| 9  | The Tell-Tale Tacos            | Pamela Fryman         | David Regal                        | 25 décembre 2015   | 106           | 2                   |
| 10 | The Wedding                    | Pamela Fryman         | Aaron Shure                        | 25 décembre 2015   | 110           | 1,67                |